# Književnost u 1844.
◄◄ | ◄ | 1841. | 1842. | 1843. | 1844.  | 1845. | 1846. | 1847. | ► | ►►
Arhitektura • Astronomija • Biologija • Fotografija • Glazba • Kazalište • Kemija • Kiparstvo • Knjige • Književnost • Kršćanstvo • Meteorologija • Medicina • Politika • Pravo • Promet • Slikarstvo • Šport • Znanost • Željeznički promet
Književnost u 1844.

## Svijet

### Rođenja
- 30. ožujka – Paul Verlaine, franucski pjesnik († 1896.)
- 16. travnja – Anatole France, franucski književnik († 1924.)

## Vanjske poveznice
|  | Zajednički poslužitelj ima još gradiva o temi Književnost u 1844. |